# Михайлов, Александр Алексеевич (юрист)
Алекса́ндр Алексе́евич Миха́йлов (18 февраля 1894, д. Старосемёнкино, Белебеевский уезд, Уфимская губерния — 12 февраля 1977) — советский юрист, педагог.  Герой Труда Башкирской АССР.
Участник Первой мировой, Гражданской и Великой Отечественной войн.

## Биография
Михайлов Александр Алексеевич родился 18 февраля 1894 года в деревне Старосемёнкино Белебеевского уезда Уфимской губернии.
В 1912—1916 годах — учитель Ермекеевского русско-башкирского училища, с 1918 года — Старосемёнкинской школы.
С 1919 года — народный судья в Белебеевском кантоне, с 1926 года — судья и уполномоченный Башкирского Главного суда по Белебеевскому кантону.
В 1930—1941 годах работал в Башкоопхлебсоюзе, Башхлебживсоюзе, Башкирской конторе Всесоюзного объединения «Центрзаготзерно».
В 1947 году окончил Всесоюзный юридический заочный институт.
В 1947—1954 годах преподавал в Башкирском сельскохозяйственном институте; с 1952 года одновременно работал в Государственном арбитраже.

## Награды и звания
Герой Труда Башкирской АССР (1924).
Награждён орденом Красной Звезды (1946).